# U–81
A VIIC típusú U–81 tengeralattjárót a német haditengerészet rendelte a bremen-vegesacki Bremer Vulkan-tól 1939. január 25-én, majd 1941. április 26-án állították szolgálatba. A hajó az angol HMS Ark Royal repülőgép-hordozó 1941. november 13-i elsüllyesztése miatt vált híressé.

## Pályafutása

### Az első őrjáratok
A hajó első parancsnoka Friedrich Guggenberger volt, akinek irányítása alatt az első sikereit a második őrjáratán érte el a hajó, amikor a norvégiai Trondheimből kifutva a franciaországi Brest kikötőjébe tartva megtámadta az SC-42 konvojt és 1941. szeptember 9-én elsüllyesztette az Empire Springbuck nevű teherhajót, majd másnap a Sally Maersk-et, melyek összesített vízkiszorítása 8843 brt volt.
Az U-81-et az elsők között vezényelték a Földközi-tengerre az olasz flotta megsegítésére, ám a gibraltári-szorosban brit repülőgépek támadtak rá és súlyosan megrongálták, ami miatt vissza kellett hajóznia Brest-be.

### AzArk Royalelsüllyesztése
1941. november 4-én hagyta el Brestet, hogy a Földközi-tengerre hajózzon. November 13-án rátalált a brit HMS Ark Royal repülőgép-hordozóra és kísérőhajóira, és a repülőgép-hordozót torpedóval megrongálta, ami miatt az másnap elsüllyedt. A kísérőhajók ellentámadását elkerülve december 1-én megérkezett La Speciába, ahol csatlakozott a 29. tengeralattjáró flottillához.

### Őrjáratok a Földközi-tengeren
A következő évben öt őrjárat alatt kilenc hajót süllyesztett el összesen 18132 brt vízkiszorítással, majd átvezényelték a horvátországi Pólába. 1943 elején a hajó parancsnokságát Johann-Otto Krieg vette át Guggenbergertől, akinek irányítása alatt az U-81 az év folyamán hat őrjárat alatt 15 hajót elsüllyesztett, illetve további két hajót megrongált összesen 29980 brt vízkiszorítással.

### A tengeralattjáró végzete
1944. január 9-én egy amerikai bombatámadás süllyesztette el a Póla kikötőjében horgonyzó hajót. A támadásban a hajó két tengerésze halt meg. A roncsokat április 22-én emelték ki a víz alól.
Az U-81 tengeralattjáró 17 őrjárata alatt 23 hajót süllyesztett el összesen 65412 brt vízkiszorítással és megrongált további két hajót összesen 14143 brt vízkiszorítással.

## Kapitányai
| Név                    | Kezdőnap           | Zárónap            |
| ---------------------- | ------------------ | ------------------ |
| Friedrich Guggenberger | 1941. február 21.  | 1942. december 25. |
| Johann-Otto Krieg      | 1942. december 25. | 1944. január 9.    |

## Elsüllyesztett és megrongált hajók
| Nap                  | Hajó               | Nemzetisége                  | Vízkiszorítása (brt) | Sorsa      |
| -------------------- | ------------------ | ---------------------------- | -------------------- | ---------- |
| 1941. szeptember 9.  | Empire Springbuck  | Egyesült Királyság           | 5591                 | Elsüllyedt |
| 1941. szeptember 10. | Sally Mærsk        | Egyesült Királyság           | 3252                 | Elsüllyedt |
| 1941. november 13.   | HMS Ark Royal      | Brit Királyi Haditengerészet | 22600                | Elsüllyedt |
| 1942. április 16.    | Bab el Farag       | Egyiptom                     | 105                  | Elsüllyedt |
| 1942. április 16.    | Caspia             | Egyesült Királyság           | 6018                 | Elsüllyedt |
| 1942. április 16.    | Fatouhel el Rahman | Egyiptom                     | 97                   | Elsüllyedt |
| 1942. április 16.    | FFL Vikings        | Szabad Francia Erők          | 115                  | Elsüllyedt |
| 1942. április 19.    | Hefz el Rahman     | Egyiptom                     | 90                   | Elsüllyedt |
| 1942. április 22.    | Aziza              | Egyiptom                     | 100                  | Elsüllyedt |
| 1942. április 22.    | Havre              | Egyesült Királyság           | 2073                 | Elsüllyedt |
| 1942. november 10.   | Garlinge           | Egyesült Királyság           | 2012                 | Elsüllyedt |
| 1942. november 13.   | Maron              | Egyesült Királyság           | 6487                 | Elsüllyedt |
| 1943. február 10.    | Saroena            | Egyesült Királyság           | 6671                 | Megsérült  |
| 1943. február 11.    | Al Kasbanah        | Egyiptom                     | 110                  | Elsüllyedt |
| 1943. február 11.    | Dolphin            | Palesztina                   | 135                  | Elsüllyedt |
| 1943. február 11.    | Husni              | Libanon                      | 107                  | Elsüllyedt |
| 1943. február 11.    | Sabah al Kheir     | Egyiptom                     | 36                   | Elsüllyedt |
| 1943. március 20.    | Bourgheih          | Egyiptom                     | 244                  | Elsüllyedt |
| 1943. március 20.    | Mawahab Allah      | Szíria                       | 77                   | Elsüllyedt |
| 1943. március 28.    | Rouisdi            | Egyiptom                     | 133                  | Elsüllyedt |
| 1943. június 17.     | Yoma               | Egyesült Királyság           | 8131                 | Elsüllyedt |
| 1943. június 25.     | Nisr               | Egyiptom                     | 80                   | Elsüllyedt |
| 1943. június 26.     | Nelly              | Szíria                       | 80                   | Elsüllyedt |
| 1943. június 26.     | Toufic Allah       | Szíria                       | 75                   | Elsüllyedt |
| 1943. május 27.      | Michalios          | Görögország                  | 3742                 | Elsüllyedt |
| 1943. július 22.     | Empire Moon        | Egyesült Királyság           | 7472                 | Megsérült  |
| 1943. november 18.   | Empire Dunstan     | Egyesült Királyság           | 2887                 | Elsüllyedt |